# Lista de senadores do Brasil da 19.ª legislatura
O Senado Federal é o representante dos estados no Congresso Nacional do Brasil. Foi criado junto com a constituição imperial brasileira de 1824, nos primeiros anos do Império do Brasil, sendo esta outorgada. Durante o Império, o Senado brasileiro atendia pelo nome de Senado do Império do Brasil, tendo a primeira legislatura se reunido em 6 de maio de 1826. O Senado brasileiro foi inspirado na Câmara dos Lordes do Reino Unido da Grã-Bretanha e Irlanda do Norte. Essa foi a última legislatura seguindo esse modelo; com a Proclamação da República do Brasil foi adotado um senado semelhante ao dos Estados Unidos da América.
A décima-nona legislatura atuou, somente, no ano de 1885.

## Presidente
| Nome do senador | Nome do senador                                           | Imagem | Início do mandato | Fim do mandato | Partido     | Província      | Referências       |
| --------------- | --------------------------------------------------------- | ------ | ----------------- | -------------- | ----------- | -------------- | ----------------- |
|                 | Brás Carneiro Nogueira da Costa e Gama, Conde de Baependi |        | 1885              | 1887           | Conservador | Rio de Janeiro | [ 4 ] [ 5 ] [ 6 ] |

## Senadores
Após a declaração da Independência do Brasil, o novo monarca, Dom Pedro I outorga em 1824 uma nova Constituição. Pela Carta Magna do Império, o Brasil era uma monarquia centralizada na figura do Imperador e dividida em quatro poderes: executivo (o monarca e seus ministros), judicial (juízes), moderador (Imperador) e o legislativo, formado pelo Senado e pela Câmara dos Deputados.
Durante o Império do Brasil (1822–1889), todos os senadores eram nomeados de forma vitalícia. Além de ser vitalício, o cargo era exclusivo de brasileiros natos ou naturalizados e exigia a idade mínima de quarenta anos e renda anual mínima de oitocentos mil réis.
Cada senador era nomeado diretamente pelo Imperador, a quem era apresentada uma lista tríplice com candidatos eleitos nas províncias por votação majoritária e indireta. Os representantes das províncias no Senado Imperial eram escolhidos mediante critérios como experiência em funções públicas e também nobilitação.
Os senadores eram considerados "augustos e digníssimos senhores representantes da Nação" e seu cargo era sinal de importante distinção para homens dedicados à vida pública. Praticamente todos os senadores já haviam sido deputados gerais e provinciais e mais da metade deles foi ministro de Estado ou presidente de província.
O prestígio do Senado também revelava-se no fato de que os príncipes pertencentes à linha sucessória do trono brasileiro – os príncipes imperiais do Brasil, os príncipes do Grão-Pará e os príncipes do Brasil –, segundo o artigo 46 da Constituição do Império de Brasil de 1824, tinham direito a um assento na câmara alta assim que chegassem à idade de vinte e cinco anos. Com esta prerrogativa, a princesa Isabel foi a primeira senadora do Brasil – único caso de um membro da realeza brasileira que conseguiu desfrutar de tal mecanismo constitucional; a primeira senadora brasileira eleita por voto popular foi, contudo, Eunice Mafalda Berger Michiles.
| Imagem                                      | Nome                                                                | Início de mandato    | Fim de mandato       | Partido              | Observações          | Referências e notas  |
| Província de Alagoas                        | Província de Alagoas                                                | Província de Alagoas | Província de Alagoas | Província de Alagoas | Província de Alagoas | Província de Alagoas |
| ------------------------------------------- | ------------------------------------------------------------------- | -------------------- | -------------------- | -------------------- | -------------------- | -------------------- |
|                                             | Jacinto Pais de Mendonça                                            | 1871                 | 1889                 | Conservador          |                      | [ 12 ] [ 13 ]        |
|                                             | João Lins Vieira Cansanção de Sinimbu, Visconde de Sinimbu          | 1858                 | 1889                 | Liberal              |                      | [ 14 ] [ 15 ] [ 16 ] |
| Província do Amazonas                       |                                                                     |                      |                      |                      |                      |                      |
|                                             | Ambrósio Leitão da Cunha, Barão de Marmoré                          | 1870                 | 1889                 | Conservador          |                      | [ 17 ] [ 18 ]        |
| Província da Bahia                          |                                                                     |                      |                      |                      |                      |                      |
|                                             | João Maurício Wanderley, Barão de Cotegipe                          | 1856                 | 1889                 | Conservador          |                      | [ 19 ] [ 20 ]        |
|                                             | Manuel Pinto de Sousa Dantas                                        | 1879                 | 1889                 | Partido Liberal      |                      | [ 21 ]               |
|                                             | Joaquim Jerônimo Fernandes da Cunha                                 | 1871                 | 1889                 | Conservador          |                      | [ 22 ] [ 23 ]        |
|                                             | João José de Oliveira Junqueira                                     | 1873                 | 1887                 | Conservador          |                      | [ 24 ]               |
|                                             | Pedro Leão Veloso                                                   | 1879                 | 1889                 | Liberal              |                      | [ 25 ]               |
|                                             | Manuel Vieira Tosta, Marquês de Muritiba                            | 1851                 | 1889                 | Conservador          |                      | [ 26 ]               |
|                                             | José Antônio Saraiva                                                | 1869                 | 1893                 | Liberal              |                      | [ 27 ]               |
| Província do Ceará                          |                                                                     |                      |                      |                      |                      |                      |
|                                             | Liberato de Castro Carreira                                         | 1882                 | 1889                 | Conservador          |                      | [ 28 ]               |
|                                             | Vicente Alves de Paula Pessoa                                       | 1882                 | 1889                 | Liberal              |                      | [ 29 ] [ 30 ]        |
|                                             | João Ernesto Viriato de Medeiros                                    | 1882                 | 1889                 | Liberal              |                      | [ 31 ]               |
|                                             | Domingos José Nogueira Jaguaribe, Visconde de Jaguaribe             | 1870                 | 1889                 | Conservador          |                      | [ 32 ]               |
| Província do Espírito Santo                 |                                                                     |                      |                      |                      |                      |                      |
|                                             | Cristiano Benedito Ottoni                                           | 1879                 | 1896                 | Liberal              |                      | [ 33 ] [ 34 ]        |
| Província do Maranhão                       |                                                                     |                      |                      |                      |                      |                      |
|                                             | Felipe Franco de Sá                                                 | 1882                 | 1889                 | Liberal              |                      | [ 35 ] [ 36 ]        |
|                                             | Antônio Marcelino Nunes Gonçalves, Visconde de São Luis do Maranhão | 1865                 | 1889                 | Conservador          |                      | [ 37 ]               |
|                                             | Luiz Antônio Vieira da Silva, Visconde de Vieira da Silva           | 1871                 | 1889                 | Conservador          |                      | [ 38 ] [ 39 ]        |
| Província de Mato Grosso                    |                                                                     |                      |                      |                      |                      |                      |
|                                             | Joaquim Raimundo de Lamare, Visconde de Lamare                      | 1882                 | 1889                 | Liberal              |                      | [ 40 ]               |
| Província de Minas Gerais                   |                                                                     |                      |                      |                      |                      |                      |
|                                             | Afonso Celso de Assis Figueiredo, Visconde de Ouro Preto            | 1879                 | 1889                 | Liberal              |                      | [ 41 ]               |
|                                             | Joaquim Antão Fernandes Leão                                        | 1871                 | 1887                 | Liberal              |                      | [ 42 ]               |
|                                             | Antônio Cândido da Cruz Machado, Visconde de Serro Frio             | 1874                 | 1889                 | Conservador          |                      | [ 43 ]               |
|                                             | Lafayette Rodrigues Pereira                                         | 1880                 | 1889                 | Liberal              |                      | [ 44 ]               |
|                                             | José Rodrigues de Lima Duarte, Visconde de Lima Duarte              | 1884                 | 1889                 | Liberal              |                      | [ 45 ]               |
|                                             | Luís Carlos da Fonseca                                              | 1875                 | 1887                 |                      |                      | [ 46 ]               |
|                                             | Martinho Alvares da Silva Campos                                    | 1882                 | 1887                 | Liberal              |                      | [ 47 ]               |
|                                             | Joaquim Delfino Ribeiro da Luz                                      | 1870                 | 1889                 | Conservador          |                      | [ 48 ] [ 49 ]        |
|                                             | Francisco de Paula da Silveira Lobo                                 | 1869                 | 1886                 | Liberal              |                      | [ 50 ]               |
|                                             | Inácio Antônio de Assis Martins, Visconde de Assis Martins          | 1884                 | 1889                 |                      |                      | [ 51 ]               |
| Província do Pará                           |                                                                     |                      |                      |                      |                      |                      |
|                                             | Fausto Augusto de Aguiar                                            | 1877                 | 1889                 | Conservador          |                      | [ 39 ] [ 52 ]        |
|                                             | Antonio Joaquim Gomes do Amaral                                     | 1885                 | 1889                 |                      |                      | [ 53 ]               |
| Província da Paraíba                        |                                                                     |                      |                      |                      |                      |                      |
|                                             | Flávio Clementino da Silva Freire, Barão de Mamanguape              | 1869                 | 1889                 | Conservador          |                      | [ 54 ] [ 55 ]        |
|                                             | João Florentino Meira de Vasconcelos                                | 1882                 | 1889                 | Liberal              |                      | [ 56 ] [ 57 ]        |
| Província do Paraná                         |                                                                     |                      |                      |                      |                      |                      |
|                                             | Manuel Francisco Correia                                            | 1877                 | 1889                 | Conservador          |                      | [ 39 ] [ 58 ]        |
| Província de Pernambuco                     |                                                                     |                      |                      |                      |                      |                      |
|                                             | Francisco do Rego Barros Barreto                                    | 1871                 | 1889                 | Conservador          |                      | [ 59 ] [ 60 ]        |
|                                             | João Alfredo Correia Oliveira                                       | 1877                 | 1889                 | Conservador          |                      | [ 61 ]               |
|                                             | Luiz Felipe de Souza Leão                                           | 1880                 | 1889                 | Liberal              |                      | [ 62 ]               |
|                                             | Francisco de Carvalho Soares Brandão                                | 1883                 | 1889                 | Liberal              |                      | [ 63 ]               |
|                                             | Álvaro Barbalho Uchôa Cavalcanti                                    | 1871                 | 1889                 | Conservador          |                      | [ 64 ]               |
|                                             | José Bento da Cunha Figueiredo, Visconde de Bom Conselho            | 1871                 | 1889                 | Conservador          |                      | [ 65 ]               |
| Província do Piauí                          |                                                                     |                      |                      |                      |                      |                      |
|                                             | João Lustosa da Cunha Paranaguá, 2º Marquês de Paranaguá            | 1865                 | 1889                 | Liberal              |                      | [ 66 ]               |
| Província do Rio de Janeiro                 |                                                                     |                      |                      |                      |                      |                      |
|                                             | Antônio Pinto Chichorro da Gama                                     | 1865                 | 1887                 | Liberal              |                      | [ 67 ] [ 68 ]        |
|                                             | Brás Carneiro Nogueira da Costa e Gama, Conde de Baependi           | 1872                 | 1887                 | Liberal              |                      | [ 69 ]               |
|                                             | Francisco Otaviano de Almeida Rosa                                  | 1867                 | 1889                 | Liberal              |                      | [ 70 ] [ 71 ]        |
|                                             | Paulino José Soares de Sousa                                        | 1884                 | 1889                 | Conservador          |                      | [ 72 ]               |
|                                             | Jerônimo José Teixeira Júnior, Visconde do Cruzeiro                 | 1873                 | 1889                 | Conservador          |                      | [ 73 ] [ 74 ]        |
|                                             | Luiz Pedreira do Couto e Ferraz, Visconde do Bom Retiro             | 1869                 | 1886                 | Conservador          |                      | [ 75 ] [ 76 ]        |
| Província do Rio Grande do Norte            |                                                                     |                      |                      |                      |                      |                      |
|                                             | Diogo Velho Cavalcanti de Albuquerque, Visconde de Cavalcanti       | 1877                 | 1889                 | Conservador          |                      | [ 77 ] [ 78 ]        |
| Província de Santa Catarina                 |                                                                     |                      |                      |                      |                      |                      |
|                                             | Jesuíno Lamego da Costa, 2º Barão de Laguna                         | 1880                 | 1889                 | Conservador          |                      | [ 79 ]               |
| Província de São Paulo                      |                                                                     |                      |                      |                      |                      |                      |
|                                             | Francisco Antônio de Sousa Queirós, Barão de Sousa Queirós          | 1848                 | 1889                 | Liberal              |                      | [ 80 ]               |
|                                             | Joaquim Floriano de Godói                                           | 1873                 | 1889                 | Conservador          |                      | [ 81 ] [ 82 ]        |
|                                             | José Bonifácio de Andrada e Silva                                   | 1879                 | 1886                 | Liberal              |                      | [ 83 ] [ 84 ]        |
|                                             | João da Silva Carrão                                                | 1880                 | 1888                 | Liberal              |                      | [ 85 ] [ 86 ] [ 87 ] |
| Província de São Pedro do Rio Grande do Sul |                                                                     |                      |                      |                      |                      |                      |
|                                             | Henrique Francisco d'Ávila                                          | 1885                 | 1889                 | Liberal              |                      | [ 88 ]               |
|                                             | Gaspar da Silveira Martins                                          | 1880                 | 1889                 | Liberal              |                      | [ 89 ] [ 90 ] [ 91 ] |
|                                             | José Antônio Correia da Câmara, 2º Visconde de Pelotas              | 1880                 | 1889                 | Liberal              |                      | [ 92 ] [ 93 ] [ 94 ] |
| Província de Sergipe                        |                                                                     |                      |                      |                      |                      |                      |
|                                             | Antônio Dias Coelho e Melo, Barão de Estância                       | 1885                 | 1889                 | Liberal              |                      | [ 95 ] [ 96 ]        |